# Tenzin Wangyal Rinpoche
Tenzin Wangyal Rinpoche (Tib. O thog bstan 'dzin dbang rgyal) é um professor (lama) da tradição religiosa tibetana Bon. Ele é fundador e diretor do Instituto Ligmincha e de vários centros chamados Chamma Ling, organizações dedicadas ao estudo e prática dos ensinamentos da tradição Bon.

## Vida
Os pais de Tenzin Wangyal fugiram da invasão chinesa do Tibete e mais tarde, em 1961, ele nasceu em Amritsar, na Índia. Aos onze anos, ele começou o treinamento dzogchen com professores budistas e Bon. Ele começou um curso de instrução tradicional de onze anos no Bonpo Monastic Center e em 1986 obteve o grau de Geshe, o mais alto grau acadêmico da cultura tradicional tibetana. Naquele mesmo ano, Tenzin Wangyal começou a trabalhar na Biblioteca de Trabalhos e Arquivos Tibetanos em Dharamsala, Índia .
Em 1988 começou a lecionar na Itália a convite de Chögyal Namkhai Norbu. Em 1991, ele recebeu uma bolsa Rockefeller na Rice University em Houston, Texas. Uma segunda bolsa Rockefeller se seguiu em 1993.
Tenzin Wangyal escolheu ficar nos Estados Unidos e ensinar antigas tradições Bon para estudantes ocidentais.
Tenzin Wangyal tem interesse na interpretação, controle e aplicação dos sonhos e escreveu bastante sobre sonhos lúcidos e ioga dos sonhos, bem como Dzogchen na tradição Bon.